# Льялово (усадьба)
Льялово — усадьба, расположенная в деревне Льялово городского округа Солнечногорск Московской области.
Усадьба получила название «Морозовка» по фамилии её последнего владельца Николая Морозова. Морозовы использовали имение как летнюю резиденцию и разбивали пейзажный парк на живописных террасах реки Клязьмы.
В Морозовке отдыхали многие видные советские государственные и партийные деятели: в мае 1921 года — В. И. Ленин, в 1928 и 1933 годах — Максим Горький, в январе 1935 года — В. В. Куйбышев. В годы Великой Отечественной войны здесь проходила линия обороны: усадьба сильно пострадала, большинство построек сгорело.
В настоящее время территорию занимает пансионат ПАО «Газпром». Для посещения доступна только церковь.

## История

### XVI—XIX века
Впервые усадьба была упомянута в писцовых книгах в 1584 году как принадлежащая князю Семёну Стародубскому.
В 1585 году имение было разделено между князьями Иваном Никитичем Стародубским, Петром Ивановичем Буйносовым-Ростовским и Василием Петровичем Головиным. В этот период в селе Льялово была построена деревянная Церковь во имя Богоявления Господня. С 1616 по 1622 год на месте этой церки упоминается уже другая новая Церковь Рождества Пресвятой Богородицы. К этому времени имение по частям приобрёл князь Григорий Петрович Ромодановский, потомок стародубских князей. Ромодановский отстроил Льялово. Данные кадастровой книги 1623 года помогают представить, как выглядела деревня. После смерти Г. П. Ромадановского имение перешло к его сыновьям Григорию, Ивану и Фёдору Юрьевичам. Они разделили имущество отца. Само Льялово досталось Фёдору, а спустя время и его сыну Ивану Фёдоровичу.
Дальнейшее развитие усадебного комплекса связано с именем помещицы Е. И. Козицкой, которая купила Льялово в 1785 году. В эти же годы Козицкая начала перестраивать усадьбу: был выстроен новый дом, устроен парк. В 1800 году на границе усадьбы и деревни на месте одноимённого деревянного здания была возведена каменная Рождественско-Богородская церковь. В настоящее время этот храм является самой старой постройкой в деревне.
В конце XVIII века в качестве приданого дочери Анны Козицкой имение Льялово перешло к князю Александру Михайловичу Белосельскому-Белозёрскому. Князь был почётным членом Императорской Академии наук, Академии художеств, был русским послом в Дрездене, Турине, знал Вольтера и Канта, Н. М. Карамзин, его сын Эспер Александрович близок к декабристам. В усадьбе двадцатых годов XVIII века С. Г. Волконский, С. П. Трубецкой. В имении в 1720-х годах неоднократно гостили Сергей Григорьевич Волконский, Сергей Петрович Трубецкой.
В 1890 году усадьба перешла к купцу Андрею Тимофеевичу Денисову, который начал вести в парке лесозаготовки: были вырублены не только берёзовая роща, но и липовые аллеи.

### Имение Морозовка

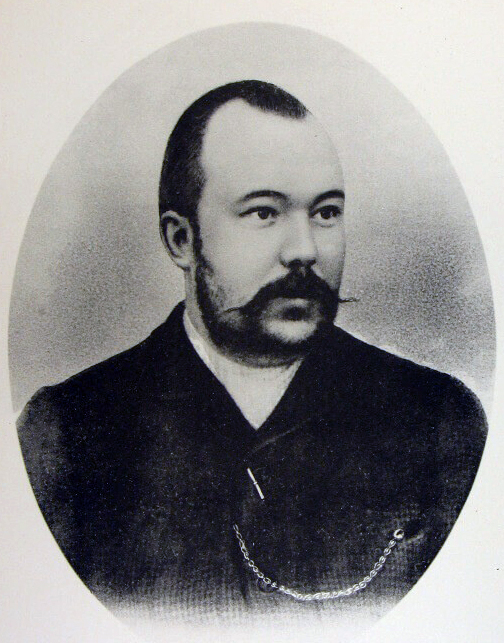
Промышленник Николай Давидович Морозов — один из владельцев усадьбы Льялово

В 1906 году разорённое имение в 9 верстах от станции Крюково у купца Андрея Тимофеевича Денисова купил промышленник и потомок рода Морозовых Николай Давыдович Морозов.
Купив усадьбу, Н. Д. Морозов решил кардинально её перестроить. На промышленной выставке в Париже ему приглянулся архитектурный проект английской виллы в стиле модерн с элементами стилизации под средневековый замок. На сельскохозяйственной выставке в Париже Морозов купил проект нового деревянного особняка (по другим сведениям, был приглашён известный архитектор Александр Васильевич Кузнецов. Кузнецов уже лично знал Морозова, поскольку с 1903 года занимался строительством Новоткацкого завода, принадлежавшего Морозовым Богородско-Глуховского мануфактуры, спроектировал здание Богородской гимназии. Также оба так или иначе были связаны со старообрядцами. Кузнецов согласился: нужно близкое знакомство, а денег Морозов не тратил.
А. В. Кузнецов снёс все старые постройки и построил новый усадебный комплекс, согласно купленной в Париже документации, и внося поправки во вкусе хозяина имения. В комплекс вошли: главный деревянный усадебный дом (построен в 1908—1909 годах), на хозяйственном дворе — конюшня, сарай для сельскохозяйственных орудий, дом садовника (построен в 1910—1911 годах). Были организованы молочная ферма и обширное огородное хозяйство.

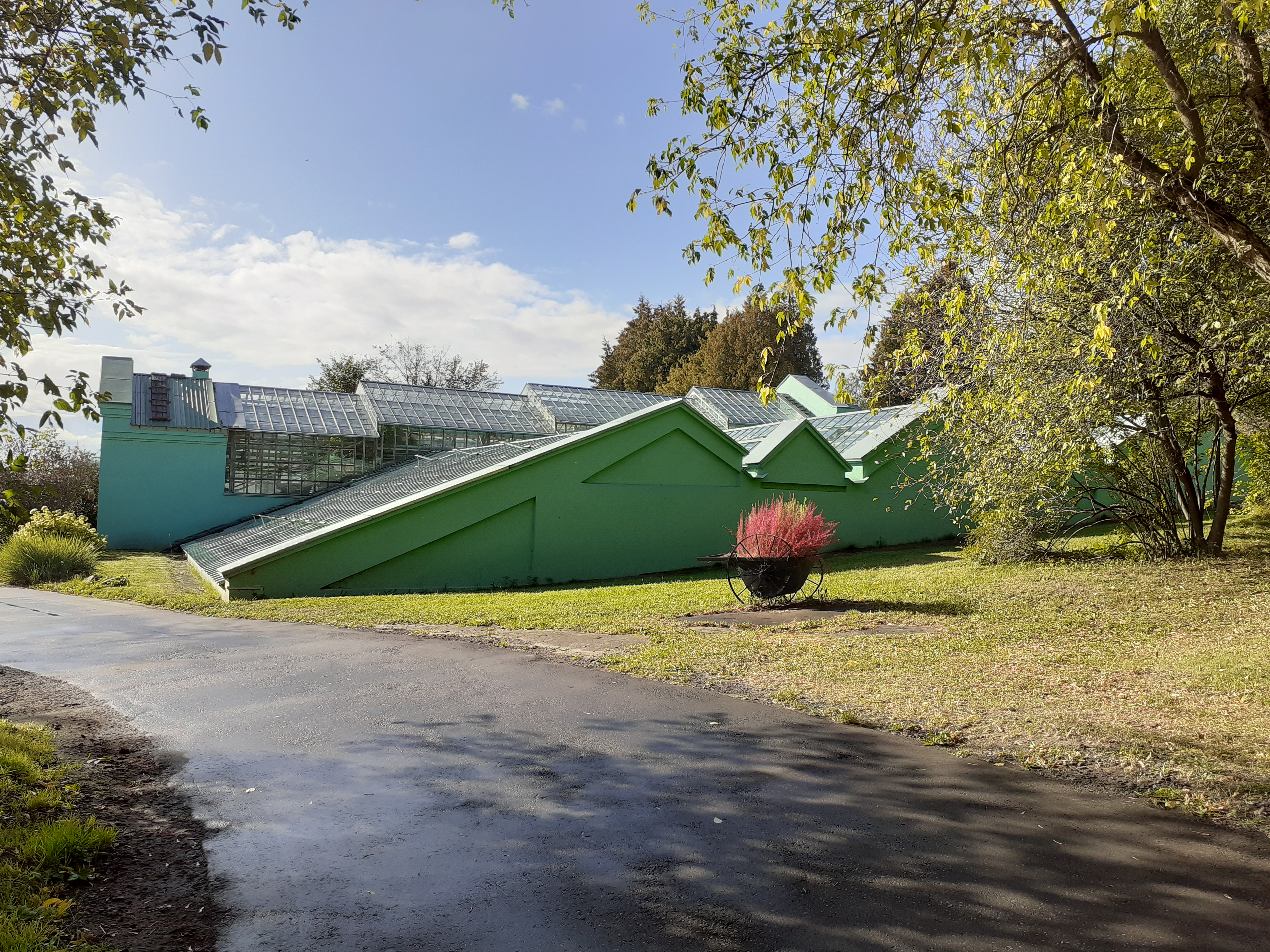
Современное фото оранжереи

Особой гордостью усадьбы стал новый парк, устроенный по эскизу сына директора Ботанического сада МГУ на Воробьёвых горах Роберта Эдуардовича Регеля. Дендрологические редкости, посаженные в верхнем парке, привозились из-за рубежа. На территории заливного луга у подножия холма была проложена система берёзовых аллей. Верхний парк постоянно пополнялся новыми экспонатами. В 1910-х годах в нижнем парке были проведены работы по восстановлению дренажа, благоустроены родники, гроты и водопады.
В период хозяйственной деятельности Морозовых (сам Николай Давидович посещал имение лишь несколько раз) проводились мелиоративные работы по осушению нижнего парка (имение было расположено на трёх уровнях). В верхнем парке благоустраивались родники, гроты, водопады, плотина на существующем верхнем пруду, ставшая одним из главных украшений пансионата Газпрома в Московской области. Строилась оранжерея в 5 уровней, аналогичная сохранившейся фондовой оранжерее ГБС АН СССР.

### Советские годы
В 1917 году усадьба Морозовка была национализирована. После Октябрьской революции Н. Д. Морозов эмигрировал, в России остался его младший брат Иван. Первоначально было создано опытное подсобное хозяйство Петровской земледельческой (ныне Тимирязевской с/х) академии, на базе переданного и хорошо оснащённого по тем временам современной техникой хозяйства.
Для ознакомления с уровнем чистоты в мае 1921 года Владимир Ильич Ленин посетил Морозовку (тогда эта территория стала полностью закрытой). Территория Льяловского хозяйства была передана в 1922 году Народному комиссариату иностранных дел СССР, а с 1926 года — ВЦИКу. К этому времени здесь открылся дом отдыха.
В 1923 году на территории Морозовки специальная археологическая экспедиция выявила существование древнего человеческого поселения эпохи неолита. Возраст этого поселения составляет 10 тысяч лет, это одно из древнейших известных поселений в лесной зоне России. В древних рукописях также есть упоминания о том, что Сергий Радонежский скитался по этим землям в поисках святых мест.
В усадьбе отдыхали и работали такие известные личности как Валериан Владимирович Куйбышев, на которого было совершено покушение на повороте с Ленинградского на Льяловское шоссе), нарком просвещения Анатолий Васильевич Луначарский, который в письмах к своей супруге тепло отзывался об атмосфере усадьбы. Сергей Миронович Киров неоднократно останавливался в доме отдыха.
Усадебный парк какое-то время поддерживался в порядке, но после 1929 года был запущен, хотя и до сих пор сохранил планировку Р. Э. Регеля. В 1929 году дендролог Ботанического сада АН СССР С. Д. Георгиевский дал оценку насаждениям парка, насчитав 146 ценных пород деревьев и кустарников, и обратив внимание на их оригинальное художественное использование в ландшафтных сочетаниях. В последующие годы парк перестал содержаться и сильно зарос. Сейчас там насчитывается около 40 растений морозовской эпохи.
Сын Максима Горького Максим Алексеевич Пешков оставил дневниковую запись, в которой говорится об описании общего состояния усадебного комплекса в эти годы:
Внешний вид дома — смесь китайкой пагоды, средневекового замка и парохода. Внутри замечательно отделан чёрным дубом и пол, и потолок. Замечательный парк: с прудом и лодкой, сад. Всё содержится в немецкой чистоте и порядке. В саду и парке нет ни одного окурка. Вообще не по-русски.
В годы Великой Отечественной войны усадьба была сильно разрушена, здесь проходила линия обороны, а в церкви располагался штаб армии под командованием маршала Константина Константиновича Рокоссовского. В ходе битвы за Москву в 1941 году усадьба была сожжена. Из всех построек имения сохранилось только здание конюшни и оранжереи.
В 1947 году коллективу архитекторов под руководством Ф. Ф. Казютину было поручено спроектировать здания для дачи Сталина на месте бывшего морозовского особняка. Принимали участие такие художники и скульпторы как Д. Д. Жилинский, А. И. Игумнов, Е. З. Меркулов. Парковые скульптуры были выполнены С. Н. Мироновым. В общих просторных помещениях, характерных для дач Сталина, по сухой штукатурке были созданы живописные полотна с изображением пейзажа, колонны и пилястры в интерьере облицованы натуральным камнем (кроме кинозала), где колонны спустя время были облицованы протравленным под лазурит гранитом. Партер с елями голубыми и розарием был снова разбит, а на месте утраченной аллеи была высажена липовая аллея. Склоны были засыпаны, построились 2 беседки ротонды — одна на берегу треугольного пруда, другая между старым выходом (с аллеей, состоящей июз тополей берлинских) и новым с мостом через реку Клязьму.
Постановлением Совета министров СССР № 3898 от 14 октября 1948 года парк при усадьбе «Морозовка» и церковь Рождества Богородицы постройки 1800 года были взяты под охрану государства как памятник архитектуры.
Чертежи были выполнены лично генеральным секретарём ЦК КПСС Иосифом Виссарионовичем Сталиным. В 1953 году после смерти Сталина здание было передано в эксплуатацию Хозяйственному управлению Совета Министров СССР с минимальной перепланировкой жилого дома.
Постановлением Совета министров РСФСР от 7 сентября 1976 года № 495 под охрану государства как памятник архитектуры конца XIX — начала XX веков были взяты главный дом, конюшня, оранжерейный парк с прудами, церковь Рождества Богородицы, фонтаны со скульптурами.

### Современное состояние
В феврале 1992 года Указом Президента Российской Федерации от 26 февраля 1992 года № 192 пансионат «Морозовка» было передано из ведения федеральной собственности в ведение ГК «Росгазпром». С 1993 года после создания Газпрома бывшая усадьба Морозовка (Льялово) является собственностью Газпрома. С тех пор объект носит название Пансионат Газпром.

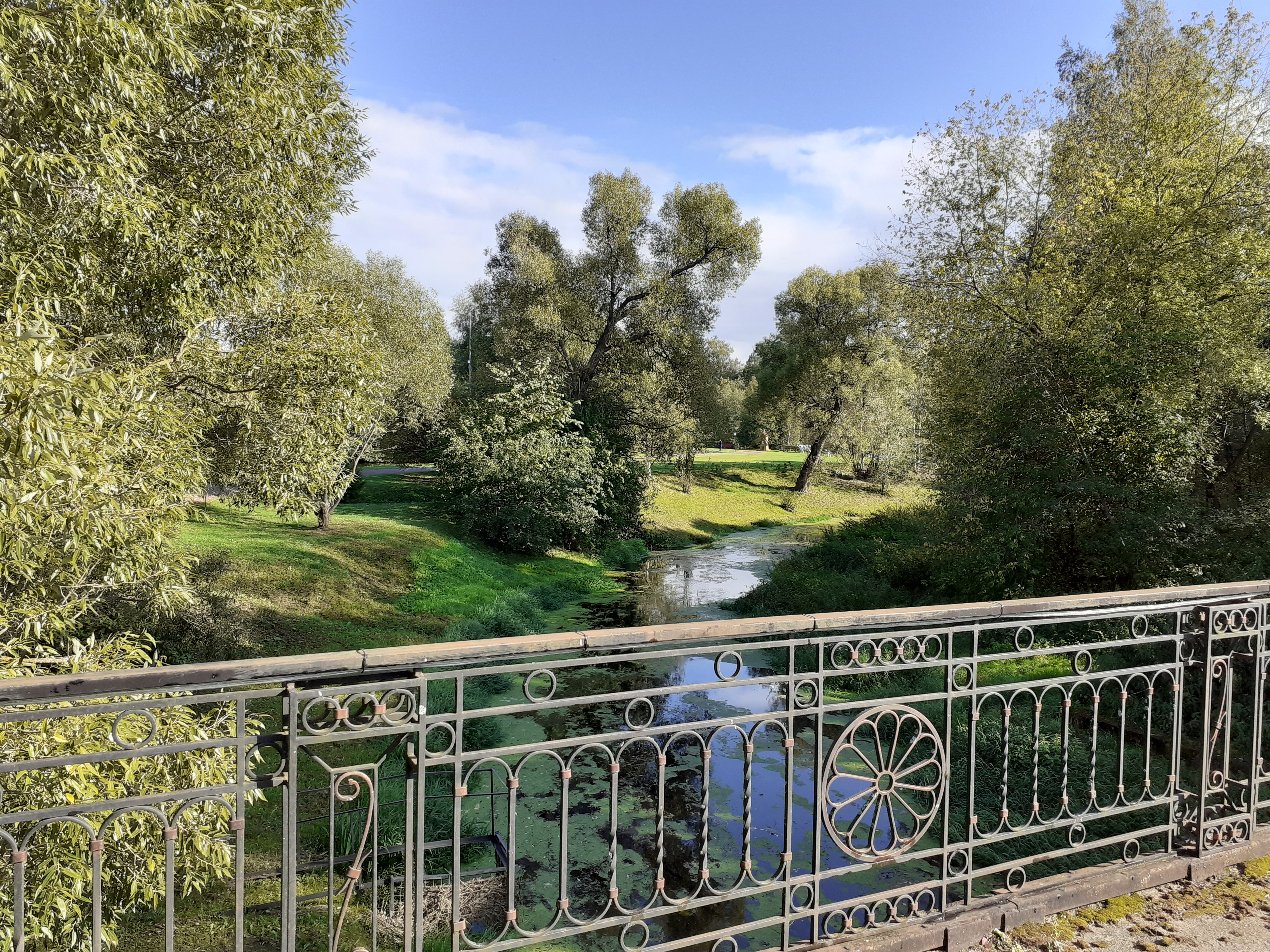
Парк с прудами усадьбы Льялово-Морозовка

В 1994 году путём изучения архивных материалов Газпромом были восстановлены интерьеры, тщательно реконструирована центральная часть парка, обновлены коллекции ценных пород, не типичных для средней полосы России. Старинные источники были расчищены чистейшей, глубинной водой, доступной как гостям Морозовки, так и местным жителям. Примечательным событием в историческом развитии усадьбы стало празднование 100-летия Морозовки, состоявшееся в июне 2006 года. В рамках торжества сотрудники дома отдыха Газпрома в Московской области были торжественно награждены рядом престижных наград.
В настоящее время главный корпус представляет собой четырёхзвездочный комфортабельный международный отель на 40 номеров. Площадь нынешней усадьбы или дома отдыха Газпрома в Московской области составляет 52,56 гектаров, из них историческая часть парка — 49,86 га. На данный момент в парке произрастает более 160 видов деревьев и кустарников. Это вторая по величине после Главного ботанического сада имени Н. В. Цицина РАН дендрологическая коллекция в средней полосе России.

## Описание
Книга от 1928 года «Памятники недвижимого искусства» описывают усадьбу Льялово так:
Усадьба новая. Церковь каменная 1800 г. в стиле ампир. Основной цилиндр, перекрытый куполом, с трех сторон окружен полуротондами. Стены обработаны пилястрами. Двухъярусная колокольня имеет уступчатое завершение, оканчивающееся каменным шпилем. Трапезная 1872 г. Внутреннее убранство современно постройке.
Деревянный главный дом и дом садовника здесь даже не упоминаются, хотя впоследствии были утрачены в 1941 году.

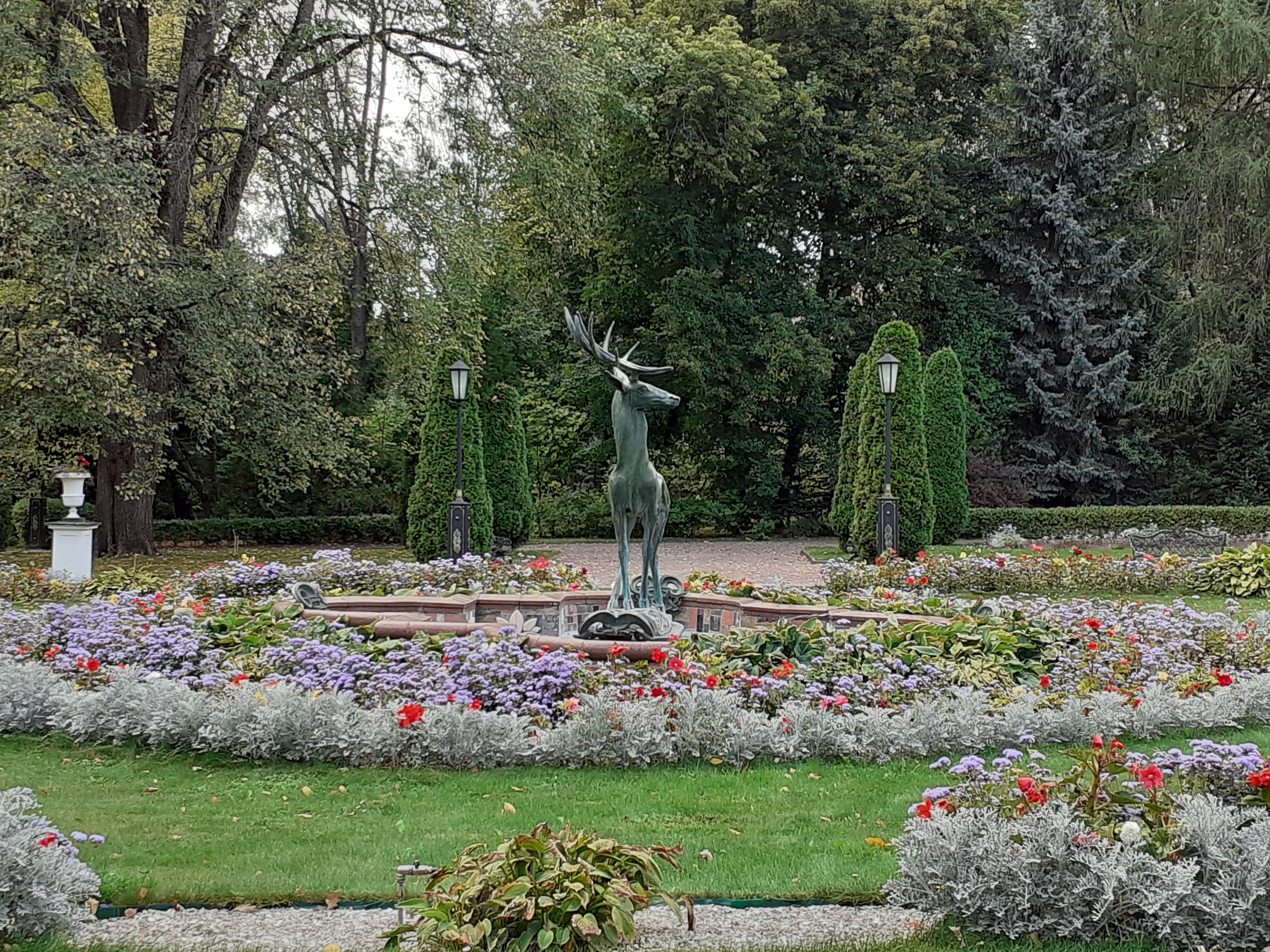
Фонтан перед главным входом усадьбы

Главный корпус усадьбы — трёхэтажное здание постройки 1952—1953 годов по проекту архитектор Ф. Ф. Козютина. В оформлении интерьера использовались пейзажная и орнаментальная живопись. Стены в коридорах второго этажа украшены уникальными фламандскими коврами XVII века. Имеется итальянская мебель, классический танцевальный зал с роялем. С балкона зала открывается вид на фонтан со скульптурной композицией. Помимо литературы различных жанров и направлений, библиотека включает раритетные издания XVIII—XIX веков.
Историк Мария Владимировна Нащокина описала главную постройку Морозовки следующим образом:
…самой роскошной и архитектурно проработанной была композиция усадебного дома Н.Д. Морозова в Льялове, которую можно не только связать с английскими и американскими коттеджами, но и немецкими или голландскими виллами конца XIX века… Составленный из множества объёмов, эркеров, башенок, балконов, террас, лестниц и переходов, этот дом был безусловным стилистическим уникумом московской архитектуры начала XX века.